# Henry O. Pollak
Henry Otto Pollak (né le 13 décembre 1927 à Vienne) est un mathématicien américain. 

## Carrière
Pollak émigre d'Autriche aux États-Unis en 1934. Il étudie à l'Université Yale (bachelor en 1947) et à l'Université Harvard avec un master en 1948 et un Ph. D. en 1951 sous la direction de Lars Valerian Ahlfors (Some estimates for extremal distances). Il est ensuite chercheur mathématicien aux Laboratoires Bell jusqu'en 1983. Au début des années 1960, il devient directeur du Centre de recherche en mathématiques et statistiques (son successeur est Ronald Graham). De 1983 à 1986, il a été vice-président adjoint de Bell Communications Research.
À partir de 1987, il est professeur invité à l'Université Columbia dans le cadre de la formation des enseignants (Teachers College). Il faisait partie du School Mathematics Study Group (SMSG) depuis 1958 et était président de son conseil consultatif en 1963-64.

## Recherche
Pollak a fait des recherches en théorie des fonctions, en mathématiques discrètes (théorie de l'information, problème de Steiner dans différentes topologies, problème de plus courts chemins dans des réseaux, problème avec des bandes passantes limitées dans la transmission du signal), en statistique et en théorie des probabilités et aussi en pédagogie des mathématiques. Interrogé sur la différence entre le travail d'un mathématicien à l'université et dans l'industrie, il a déclaré dans une interview en 1984 que la différence ne réside pas tant dans la nature de l'enseignement, mais que dans l'industrie on avait généralement affaire à des étudiants qui étaient désireux apprendre. Pollak détient un brevet sur les Interconnected Loop Digital Transmission Systems (systèmes de transmission numérique en boucle interconnectée).

## Prix et distinctions
- Membre de l'Association américaine pour l'avancement des sciences (1971).
- Earle Raymond Hedrick (en) Lecturer (1973)
- Mathematical Association of America chair de la New Jersey section (1958–59), governor (1961–63) et président (1975–76[5])
- Docteur honoris causa au  Bowdoin College (1977)
- Docteur honoris causa de la Technische Universiteit Eindhoven (1981), Université Laval
- Dan Christie Lecture : « On the Addressing Problem in Loop Switching, or, How to Embed an Arbitrary  Graph in a Squashed Cube » au Bowdoin College (1983)
- Mathematical Association of America Meritorious Service Award (1990)
- Prix Gung and Hu Distinguished Service to Mathematics de la MAA (1993)
- National Council of Teachers of Mathematics (en) Lifetime Achievement Award (2010)